# Gora-Podol
Gora-Podol (en ruso: Гора-Подол) es un pueblo (seló) situado en el raión de Gráivoron del óblast de Bélgorod en Rusia. En 2010 tenía una población de 1862 habitantes.

## Geografía
Gora-Podol está situada a 2 kilómetros (1,2 mi) al suroeste de Gráivoron (el centro administrativo del distrito) por carretera. Gráivoron es la localidad rural más cercana.

## Historia
El 22 de mayo de 2023, en el curso de la invasión rusa de Ucrania, el gobernador del óblast de Belgorod, Viacheslav Gladkov, dijo que «grupos de sabotaje ucranianos» habían ingresaron en el raión de Gráivoron. Los medios ucranianos informaron que el ataque estaba siendo realizada por grupos de oposición rusa, el Cuerpo de Voluntarios Rusos y la Legión Libertad de Rusia. Ese mismo día, dichas organizaciones proucranianas afirmaron que habían «liberado» completamente las localidades de Kózinka y Gora-Podol.
Al día siguiente, 23 de mayo de 2023, el portavoz del Ministerio de Defensa ruso, Ígor Konashénkov, anunció que las tropas rusas habían interceptado y eliminado a los atacante ucranianos, añadió que los combates se habían saldado con la muerte y la destrucción de «más de 70 terroristas ucranianos, cuatro vehículos blindados y cinco camionetas» y que los supervivientes habían huido a territorio ucraniano donde habían sido constantemente atacados con fuego de artillería «hasta que fueron eliminados por completo».

## Administración
Antes de la reforma territorial de 2018, en la que se fusionaron todos los ayuntamientos del raión de Gráivoron para formar un ókrug urbano, Gorá-Podol era sede de un asentamiento rural que incluía como pedanía el pueblo de Glotovo. Este territorio se conserva únicamente a efectos de desconcentración administrativa.